# سومیسلیتسه
سومیسلیتسه (به چکی: Svémyslice) یک منطقهٔ مسکونی در جمهوری چک است که در ناحیه پراگ-شرق واقع شده‌است. سومیسلیتسه ۳٫۴۴ کیلومتر مربع مساحت و ۲۶۳ نفر جمعیت دارد و ۲۴۱ متر بالاتر از سطح دریا واقع شده‌است.